# Parlamento Sámi da Noruega

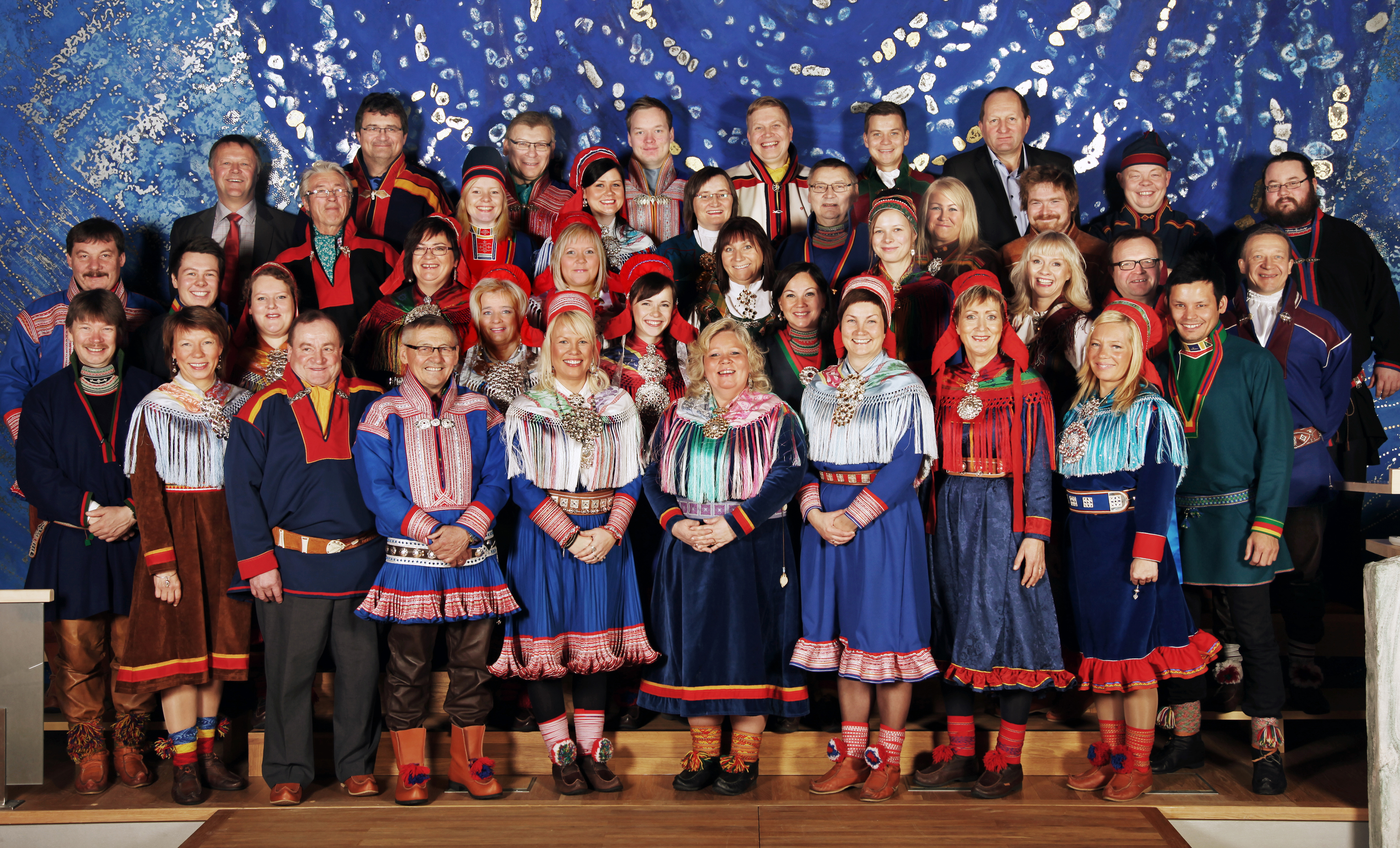
Plenários 2013–17

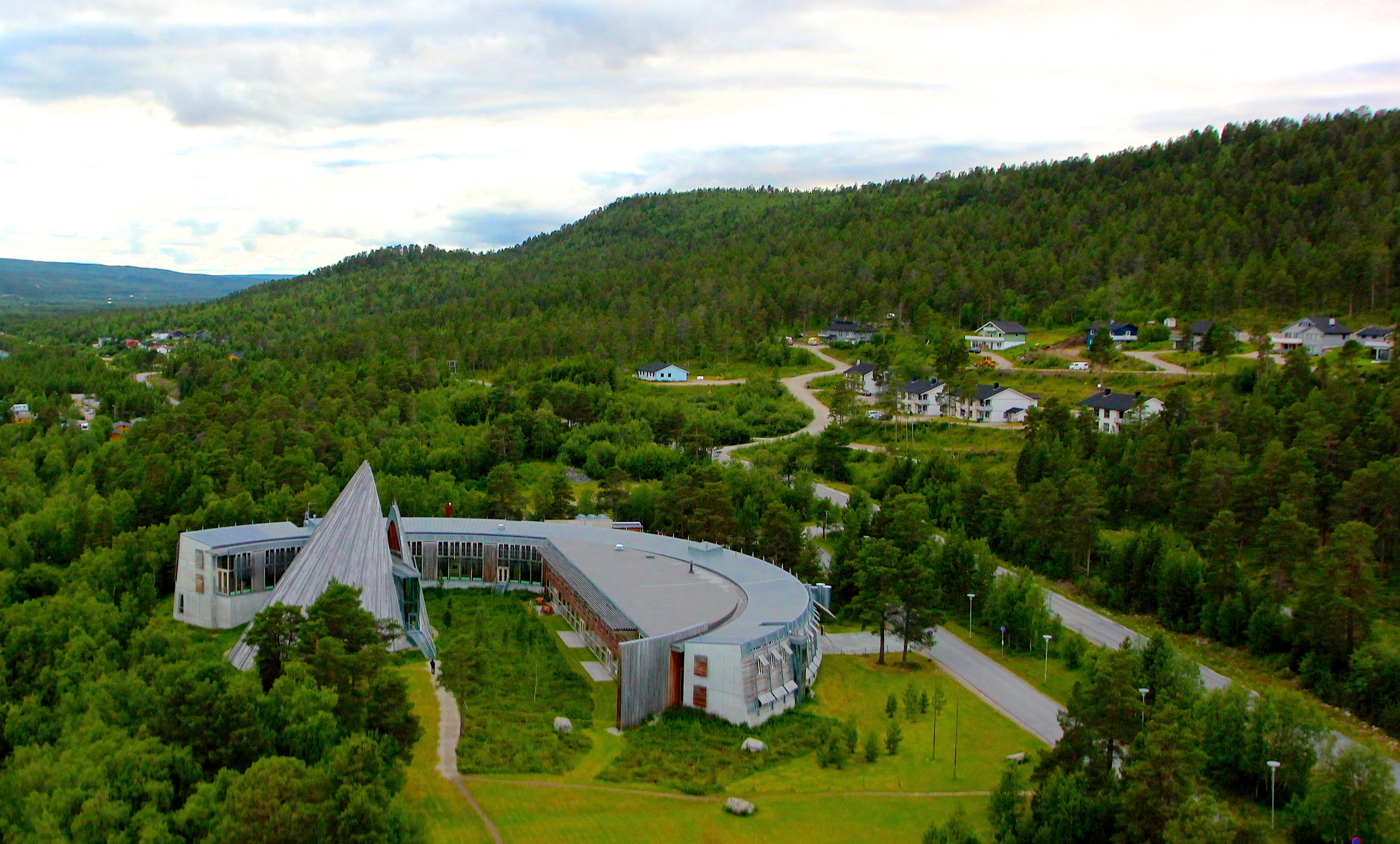
Vista aérea do parlamento Sámi

O Parlamento Sámi da Noruega (em norueguês: Sametinget, em lapão setentrional: Sámediggi), é o órgão representativo das pessoas de ascendência Sámi na Noruega. Este órgão governamental foi criado afim de assegurar a autonomia cultural do povo Sámi da Noruega.
O parlamento foi inaugurado em 9 de outubro de 1989, e é sediado em Kárášjohka (Karasjok), no município de Kárášjoga, condado de Finnmark. É composto de 39 representantes que são escolhidos de quatro em quatro anos por voto direto em 7 círculos eleitorais. As eleições mais recentes ocorreram em 2021. Contrariamente à jurisdição do Parlamento Sámi da Finlândia (com delimitação geográfica), os 7 círculos eleitorais noruegueses cobrem todo o território da Noruega.

## Responsabilidades
Uma das principais responsabilidades desta instituição é garantir a implementação da Acta Sámi especificamente a secção 1–5 (de 1987:56), isto é; manter o estatuto das línguas Sámi a par do norueguês.De momento a presidente é Silje Karine Muotka, que representa a Associação Norueguesa Sámi.

### Links externos
Sítio web do Parlamento Sámi: https://sametinget.no/?sprak=1/ (em Inglês/Sámi)